# Tonči Valčić

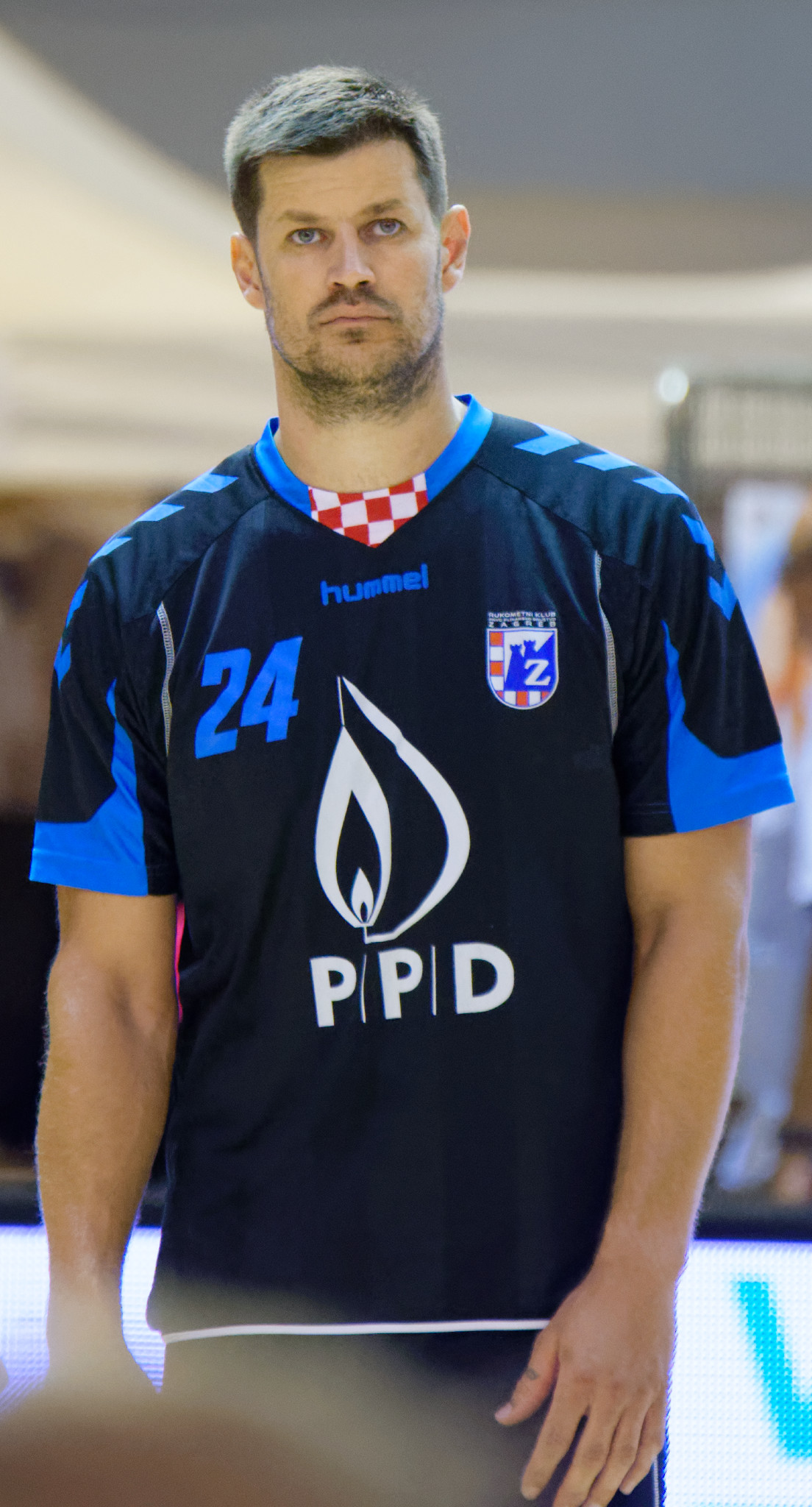
Tonči Valčić, 2016.

Tonči Valčić, född 9 juni 1978 i Zadar i dåvarande SFR Jugoslavien, är en kroatisk handbollstränare och tidigare handbollsspelare (vänsternia). Han är äldre bror till tidigare handbollsspelaren Josip Valčić.

## Klubbar
- RK Zagreb (–2000)
- TV Großwallstadt (2000–2003)
- CB Torrevieja (2003–2007)
- CB Ademar León (2007–2008)
- RK Zagreb (2008–2018)